# Yumtän
Yumtän (Wylie: Yum-Brtan) is in een deel van de klassieke Tibetaanse geschiedschrijving een van de twee opvolgers en zonen van Langdarma (r. 841-842). De andere zoon is Ösung (r. 846- ca. 893).
Beiden zouden voortdurend gewikkeld zijn in een strijd om de macht in Tibet, die leidde tot het uiteenvallen van het rijk en de daarna volgende eeuwenlange politieke en staatkundige fragmentatie van Tibet.
Bij hedendaagse tibetologen is het historisch bestaan van Ösung onomstreden. Er is wel twijfel over het vaderschap van Langdarma. Er is op zijn minst grote twijfel bij tibetologen over het historisch bestaan van Yumtän.

## Achtergrond
Na de moord op Langdarma was een zeer onduidelijke situatie ontstaan ten aanzien van de opvolging.
Iedere Tibetaanse koning had meerdere vrouwen. Dat gold ook voor Langdarma. Al voor de periode van het Tibetaanse rijk bestond er een gebruik, waarbij een aantal van de belangrijkste clans steeds in een rotatiesysteem een vrouw konden leveren aan de koning die bestemd was een troonopvolger te baren. In de Oude Tibetaanse kroniek worden vanaf de periode van Totori Nyantsen (vijfde eeuw) de vrouwen vermeld, die de troonopvolger baarden met de naam van de clan waar zij uit afkomstig waren. De laatste van deze vrouwen, die in de kroniek wordt genoemd is echter de moeder van Langdarma.

## Meerdere versies
Er zijn meerdere tradities in de Tibetaanse geschiedschrijving ten aanzien van de afkomst van Yumtän. In de eerste worden zowel Ösung en Yumtän zonder verder enig noemenswaardig commentaar de zonen van Langdarma genoemd.
In een andere traditie is een versie waarin kort na het overlijden van Langdarma een van de minder belangrijke vrouwen van Langdarma een zoon baarde. Daarbij wordt verhaald dat de moeder voor de bescherming van haar zoon altijd een licht liet branden. Ösung betekent dan ook beschermd door het licht.
De belangrijkste vrouw van Langdarma en haar clan wenste echter invloed op de opvolging te blijven uitoefenen. De tot dan toe kinderloos gebleven vrouw presenteerde een baby aan het hof met het verhaal, dat die eveneens verwekt was in de relatie met Langdarma. De naam van die zoon was Yumtän. Die naam betekent  Afhankelijk van de moeder . In deze versie over de opvolging wordt dan vermeld, dat Yumtän in wezen door de belangrijkste vrouw van Langdarma en haar clan van buiten de koninklijke familie was geadopteerd.
Beide jongens kregen een kamp van aanhangers, die in conflict met elkaar raakten.

## Tibetologisch onderzoek
Ösung wordt in meerdere documenten van de manuscripten van Dunhuang genoemd. Dat betekent dat al snel na de dood van Langdarma Ösung als de rechtmatige opvolger werd gezien, want in 849 ging het gebied van Dunhuang voor het Tibetaanse rijk verloren. Yumtän wordt in geen enkel in Dunhuang gevonden document genoemd.
In geschriften van de Chinese Tang-dynastie wordt altijd Ösung als de enige opvolger genoemd. De naam Yumtän komt niet voor in die geschriften.
Dat heeft bij hedendaagse tibetologen tot het formuleren van meerdere mogelijkheden geleid.
De eerste is dat Ösung en Yumtän twee namen zijn voor dezelfde persoon.
Hugh Richardson kwam op basis van veel onderzoek tot de conclusie, dat de van buiten de koninklijke familie geadopteerde baby niet Yumtän, maar juist Ösung moest zijn. Om dit feit te verhullen zou er in een deel van de Tibetaanse geschiedschrijving een volstrekt fictief verhaal over Yumtän zijn gecreëerd om een toch rondzingend verhaal over adoptie van buiten de koninklijke familie te kanaliseren.
Hier staat tegenover, dat er een aantal genealogische lijsten zijn, waarvan de afstamming bij Yumtän aanvangt. De belangrijkste familie die zijn afkomst claimde van Yumtän was een clan, die vanaf de tiende eeuw de omgeving van het klooster Samye beheerste met Tsalana Yeshé Gyeltsen als de bekendste historische persoon.
Ook hier past echter weer een kanttekening. Vanaf eind negende eeuw gingen krijgsheren en hun afstammelingen uit de periode van het rijk eigen vorstendommen en ministaatjes creëren. De krijgsheren probeerden hun positie tot vorst te legitimeren door hun afstamming terug te voeren tot de koningen van de Yarlung-dynastie. Hedendaagse tibetologische research heeft aangetoond, dat veel van die claims onhoudbaar zijn dan wel op zijn minst hoogst dubieus.